# Hidžáz
Hidžáz  (arabsky ٱلْحِجَاز‎, al-Ḥidžāz) je tradiční region rozkládající se podél západního pobřeží Saúdské Arábie. Na západě ho ohraničuje Rudé moře, na severu Jordánsko, na východě oblast Nadžd a na jihu oblast Asír. Leží v něm města Mekka, Medína, Džidda, Tabúk, Janbú, Táif a Baldžuraši, přičemž největší z nich je Džidda, což je druhé největší město v Saúdské Arábii, a Mekka a Medina jsou čtvrtým a pátým největším městem v zemi.
Hidžáz je důležitý tím, že se zde nacházejí významná města v arabsko-islámském historickém a politickém kontextu Mekka a Medína, což jsou první a druhé nejposvátnější místo islámu. Tato oblast je nejlidnatější v Saúdské Arábii a arabština je převládajícím jazykem, stejně jako jinde v této zemi. Místní obyvatelstvo je v naprosté většině arabského původu, i když někteří Hidžázané mají různorodý etnický původ.
Tato oblast je rodištěm islámského proroka Mohameda, který se narodil v Mekce, jež byla podle islámské tradice založena jeho předky Abrahámem, Izmaelem a Hagar. Během časných muslimských výbojů se Hidžáz stal součástí jeho říše a následně islámských chalífátů – nejprve Rašídského chalífátu, následovaného Umajjovským chalífátem a nakonec Abbásovským chalífátem. Částečnou kontrolu nad oblastí měla až do svého rozpadu Osmanská říše a začátkem 20. století krátce existovalo samostatné Hidžázské království, které bylo dobyto sousedním sultanátem Nadžd, čímž vzniklo království Hidžázu a Nadždu. Od září 1932 je oblast součástí Saúdské Arábie, ve kterou se království Hidžázu a Nadždu přeměnilo.

## Zeměpis
Oblast se rozkládá podél prolákliny Rudého moře. Je rozeznatelná podle svého tmavšího sopečného písku. V Hidžázu leží některé z hor pohoří Saravát, které topograficky odděluje Nadžd od pobřeží Tiháma. V Saúdské Arábii a zejména Hidžázu leží více než 2 000 neaktivních sopek. Zdejší lávová pole jsou známa pod svým arabským jménem ḥarrāt (حَرَّات‎), jednotné číslo: ḥarra' (حَرَّة‎), a tvoří jednu z největších oblastí alkalického čediče na Zemi, která pokrývá asi 180 000 km². Z rostlin se tu hojně vyskytují myrhovníky.

## Název
Název regionu je odvozen od slovesa ḥadžaza (حَجَز‎), z arabského kořene ḥ-dž-z (ح-ج-ز‎), což znamená „oddělit“, a nazývá se tak, protože odděluje zemi Nadžd na východě od země Tiháma na západě.

## Historie

### Prehistorické období
Podle islámu začala civilizace v Mekce poté, co sem Abrahám odvedl svoji druhou manželku Hagar s jejich synem Izmaelem, aby se zde usadili. Prý se k nim přidali příslušníci jemenského kmene Džurhúm a Izmael se oženil se dvěma jejich ženami a pomohl svému otci postavit, nebo přebudovat Ka'bu. Od nich odvozují svůj rodokmen Adnanité, což bylo sdružení arabských kmenů.
Podle Bible žili v Hižázu Midjánité.
Archeologický výzkum prováděný Bostonskou a Qasímskou univerzitou ukazuje, že zde pramenila řeka, která tekla v délce 970 km do Perského zálivu korytem dnešního Wádí al-Rumma. Říční systém byl aktivní ještě v letech 2500 – 3000 př. n. l. V důsledku striktního uplatňování širku se v Hidžázu mnoho předislámských památek nedochovalo, nicméně byl zde nalezen nejméně jeden megalitický dolmen.

### Předislámské období
Na počátku historické doby ovládali severní část Hidžázu Židé. Představy, jakým způsobem, se liší a zahrnují jak suverénní stát, tak na nich závislé území, což tvrdí Al-Mas'údí. Z 1. století př. n. l. jsou zde dochovány pozůstatky města Hegra, kde jsou do kamene vytesány konstrukce, které jsou připočítávány Thamúdovcům, což byly protoarabské kmeny. Místo se také nazývá Madāʾin Ṣāliḥ (Sálihovo město), protože se spekuluje, že jde o město, do kterého byl poslán islámský prorok Sálih. Později se dostalo dostalo pod vliv Nabatejců a následně stalo součástí Nabatejského království, jejichž hlavním městem byla Petra. Jde o první památku světového dědictví v Saúdské Arábii. V roce 106 toto území připojil Traján k Římské říši jako provincii Arabia Petraea.

### Arabsko-islámské období
Hidžáz je místem, které je úzce spjato se vznikem islámu, protože se zde narodil a žil prorok Mohamed. Vzhledem k tomu, že zde měl své stoupence i nepřátele, proběhla zde řada střetů, jako bylo obléhání Medíny Kurajšovci, bitva u Badru a bitva u Hunajnu. Tyto činy měly pro lokalitu a region sociální, náboženské, politické a historické důsledky, a tak je toto období podrobně zdokumentováno. Poté, co Mohamed porazil svoje protivníky, stal Hidžáz součástí jeho říše.
Po Mohamedově smrti v roce 632 byl ustanoven Rášidský chalífát s hlavním městem Medínou, ale v roce k 656 přenesl Alí sídlo do Kúfy, čímž politický význam Hidžázu poklesl, i když náboženský význam s rostoucím počtem muslimů rostl díky dvěma zdejším svatým městům. Když po rozkolu mezi muslimy Rášidský chalífát v roce 661 zanikl, stal se Hižáz součástí Ummajovského chalífátu. Vláda Ummajovců se v roce 750 v důsledku povstání šíitů zhroutila a moci se ujali Abbásovci. V roce 930 karmatští nájezdníci vyplenili Mekku a ukradli z Ka'by svatý Černý kámen. Od té doby začal nad Hidžázem narůstat egyptský vliv a chalífa v roce 935, a opakovaně v roce 942, svěřil jurisdikci nad Mekkou a Medínou egyptskému rodu Ichšídů. Přestože nájezdníci kámen v roce 957 chalífovi vrátili a dohodli se, že za úplatu nebudou napadat karavany poutníků, jejich aktivity na Arabském poloostrově účinně narušily spojení mezi Irákem a Hidžázem. Kvůli posílení své svrchovanosti a k posílení ochrany poutníků zřídil v roce 964 chalífa Al-Muti' Mekkánský emirát a zhruba ve stejné době i Medínský emirát.
V důsledku expanze Seldžucké říše došlo k oslabení moci Abbásovců a v roce 969 Hidžáz ovládli Fátimovci. Jejich moc trvala až do roku 1173, kdy Ajjúbovci vypravili vojsko k ovládnutí Jemenu a Hidžázu, což se jim postupem času podařilo. Od té doby byl region ovládán z Egypta a pozdější mongolská invaze se mu vyhnula. Tato moc zůstala zachována i poté, co se Egypt přeměnil na Mamlúcký sultanát. Po celou tuto dobu byly emiráty v obou městech ve vzájemném konfliktu, protože ambicióznější šarífové z Mekky se snažili zahrnout Medínu do svého panství. K definitivnímu podřízení Medíny došlo po mnoha zvratech až v 15. století.

### Osmanská nadvláda
17. července 1517 se šaríf z Mekky vzdal osmanskému sultánovi Selimovi I. Na znamení kapitulace mu odevzdal klíče od islámských měst Mekky a Medíny a Hidžáz zůstal osmanský po další tři století. V roce 1802 dobyli rebelové spojení s rodem Saúdů Táif a potom táhli dobýt Mekku a Medinu. Tato ztráta byla pro Osmanskou říše velmi citlivá, protože se považovala za ochránce svatých měst. Osmanský sultán Mahmut II. povolal egyptského válího, Muhammada Alího a ten do Hidžázu v roce 1811 vyslal armádu, která ho do dvou let získala zpět.
Osmané v roce 1872 svoji správu reorganizovali a zřídili Hidžázský vilájet, nicméně mimo větší sídla neměli oblast pod úplnou kontrolou. Jejich nadvládu ukončilo v roce 1916 arabské povstání.

### Moderní doba
Vzpouru vedl Husajn ibn Alí al-Hášimí, mekkánský emír, a byl v ní podporován Velkou Británií a Francií. 10. června 1916 vyhlásil samostatné Hidžázské království. Britové Husajnovi slíbili velký arabský stát, který měl kromě Hidžázu zahrnovat i dnešní Jordánsko, Irák a většinu Sýrie. Ale podle Versailleské smlouvy byla tato území prohlášena mandátem Společnosti národů, přičemž Sýrie připadla Francii, Irák a Palestina Británii. Toto uspořádání Husajn odmítl a v roce 1924 se prohlásil králem Hidžázu. Tím ztratil podporu Britů, kteří následně začali podporovat konkurenční Saúdy.
Nadždský sultán Abd al-Azíz ibn Saúd v roce 1925 území Hidžázu dobyl a prohlásil se jeho králem. Tím vznikla personální unie obou zemí, která se nazývala Království Hidžázu a Nadždu. Když roku 1932 ovládl Ibn Saúd na Arabském poloostrově ještě další území, vyhlásil království Saúdská Arábie. Tento den je připomínán jako saúdský národní den.
Hidžáz je v rámci Saúdské Arábie někdy nazýván „západní provincie“, přestože administrativně není jednotným celkem, ale spadá pod provincie (emiráty) al-Báha, Medína, Mekka a Tabúk.

## Kultura

### Náboženství
Kulturní prostředí Hidžázu je výrazně ovlivněno islámem, zejména proto, že tam leží jeho dvě nejposvátnější města – Mekka a Medína. V Saúdské Arábii má islám velký vliv na kulturu a každodenní život lidí.
 Společnost je obecně hluboce náboženská, konzervativní, tradiční a rodinně orientovaná. Mnohé postoje a tradice jsou staré staletí, odvozené z arabské civilizace a islámského dědictví. Korán je navíc ústavou Saúdské Arábie prohlášen hlavním zdrojem jejího práva.

### Kuchyně
Hidžázskou kuchyni představují většinou arabská jídla jako jinde v Saúdské Arábii. Původ některých jídel, například salíg, což je rýže vařená v masitém vývaru s mlékem, je přímo v Hidžázu. Jiná jídla byla přejata z jiných kultur jako pilaf (ze Střední Asie), burek (z Turecka) a biryani (z jižní Asie). Zdejší jídla se vyznačují svým kořeněním, jako například pokrmy z grilovaného masa šavarma a kebab.